# John Moolenaar
John Robert Moolenaar (Midland, 8 maggio 1961) è un politico e farmacista statunitense, membro della Camera dei rappresentanti per lo stato del Michigan dal 3 gennaio 2015.

## Biografia
Moolenaar è nato a Midland, Michigan, nel maggio del 1961. Ha frequentato la Herbert Henry Dow High School ed ha conseguito un Bachelor of Science presso l'Hope College nel 1983. Dopo aver ricevuto la laurea, Moolenaar è entrato all'Università di Harvard, dove ha conseguito un master in pubblica amministrazione.
Successivamente Moolenaar ha lavorato come farmacista in una farmacia della sua città natale.
Prima di essere eletto nella legislatura del Michigan, Moolenaar è stato membro del consiglio comunale di Midland.  Dal 2003 al 2008 ha rappresentato la sua città alla Camera dei rappresentanti del Michigan, mentre dal 2011 al 2014 è stato membro del Senato del Michigan, dove è stato membro di molte commissioni.
Nel 2014, Moolenaar si è candidato alla Camera dei rappresentanti per il 4º Distretto congressuale del Michigan. Nell'agosto dello stesso anno ha vinto le elezioni primarie del partito, e nel novembre le elezioni generali.

## Vita privata
Moolenaar è sposato con Amy Moolenar, un'insegnante ed è un cristiano non-deminazionale.